# Христологија
Христологија (грч. Χριστολογία) је теолошка дисциплина која се бави проучавањем Исуса Христа, односно Бога Сина. Појам је настао од грчких речи χριστός (помазаник) и λόγος (учење, наука). Једна је од три основне дисциплине у оквиру хришћанске тријадологије, која се бави проучавањем Свете Тројице, односно Оца (патерологија), Сина (христологија) и Светог духа (пнеуматологија).

## Историја
Христологија се темељи на сведочењу Новог завета о Исусу Христу, односно Богу Сину. Прва христолошка тумачења појавила су се већ у доба раног хришћанства. Почевши од најранијих времена, међу хришћанским теолозима су се појављивала различита мишљења о појединим питањима која се односе на Исуса Христа, што је довело до настанка бројних христолошких расправа и спорова.
Исус Христос, Син и Логос Божији, друго је лице Свете тројице за којег Никејски симбол вере (чл. 2-7) тврди да је рођен пре векова од Оца („Светлост од светлости, Бога истинитог од Бога истинитог, рођеног а не створеног, Јединосуштнога Оцу...“). Ово исповедање вере Првог васељенског сабора, одржаног 325. године у Никеји, које насупрот аријанској јереси, сведочи о једносушности Сина с Оцем, развијено је и појашњено на Трећем, Четвртом и Петом васељенском сабору на којима су оповргнута различита јеретичка учења настала после Никејског сабора а која су порицала било једну од две природе, божанску или човечанску, било стварност људске воље и дејства у ипостаси Сина. Четврти васељенски сабор (Халкидон, 451. године) усвојио је догму по којој је Исус Христос оваплоћени Син Божји (Јн. 1, 14), истини Бог и истинити човек, једносуштан Богу и невидљив по божанској, а једносуштан нама по људској природи, при чему су ове две природе савршено и тајанствено сједињене у божанској ипостаси Логоса Божјег: несливено, непроменљиво, нераздељиво и неразлучно. А Шести васељенски сабор (Цариград, 680-681. године) потврдио је да Син Божји има две природне воље и енергије - створену и нестворену - сједињене нераздељиво у јединственом субјекту Логоса.
Христолошки догмат темељи се на откривеним новозаветним истинама које потврђују уједно божанство и историјску егзистенцију „Човека Христа Исуса“ (1. Тим. 2,5). Та сведочења признају не само историјску стварност земаљске егзистенције и активности „Исуса Назарећанина“ (Дела ап. 2,22) него и идентичност Сина Божијег и Исуса из Назарета, јер „Он је Син Божији“ (Дела ап. 9,20).